# Franz Kirchfeld
Franz Arnold Kirchfeld (4. Juli 1897 in Essen; † 1969) war ein deutscher Industrieller.

## Leben
Er war Industrieller und Vorsitzer des Vorstandes der Ferrostaal A. G.
Von 1941 bis 1946 war er Vorstandsmitglied der Gutehoffnungshütte (GHH).
Er war im Beirat des Mitteleuropäischen Wirtschaftstages.
Laut Aussage von Hermann Reusch war Kirchfeld einer der ersten Parteigenossen der NSDAP, habe die Ortsgruppe Hamburg mitgegründet und wäre auf Grund persönlicher Differenzen aus der Partei ausgeschieden und 1933 mit neuer Parteinummer wieder eingetreten. Laut Johannes Bähr ist damit die NSDAP-Mitgliedschaft von Kirchfeld, obwohl es von Kirchfeld keine NSDAP-Mitgliedskarte gibt, eindeutig belegt, da Kirchfeld den Aussagen von Reusch nicht bestritten hat. Tatsächlich gibt es jedoch ein NSDAP-Karteikarte zu Kirchfeld, nach der er zum 1. August 1932 der NSDAP beitrat (Mitgliedsnummer 1.272.679).
1944 wurde er Leiter der Hauptabteilung III (Außenwirtschaft) im Reichswirtschaftsministerium. Damit wurde er Staatssekretär, ohne jedoch seinen Vorstandsposten bei der GHH aufzugeben.